# TCL Corporation
TCL Corporation (TCL集團) é uma empresa multinacional chinesa de eletrônicos com sede em Huizhou, na província de Guangdong. Ela desenha, desenvolve, fabrica e vende produtos como televisores, celulares, ar condicionados, máquinas de lavar roupa, refrigeradores e pequenos objetos elétricos. Em 2012, foi considerada a 25.ª maior produtora de produtos eletrônicos para o consumo. Em 2013, era a terceira maior fabricantes de televisores por quota de mercado.
A TCL compreende três empresas listadas: a TCL Corporation, que é listada na Shenzhen Stock Exchange, e a TCL Multimedia Technology Holdings, Ltd. e a TCL Communication Technology Holdings, Ltd. que são listadas na Bolsa de Valores de Hong Kong.
O atual slogan corporativo da TCL é "The Creative Life".

## História
A empresa foi fundada em 1981 com a marca TTK como uma fábrica de cassetes fazendo versões falsificadas dos cassetes da TDK. Em 1985, após ser processada pela TDK por violação de propriedade intelectual, a empresa muda o seu nome para TCL ao escolher as letras iniciais de Telephone Communication Limited. A empresa começa a fabricar eletrônicos de consumo para o mercado chinês durante a década de 1980, e começou a vender no exterior nos anos 2000. Através de uma empresa estatal, a TCL foi estabelecida como um joint venture com diversos investidores baseados em Hong Kong. No início, a TCL era referida como um acrônimo para "True China Lion".
Em julho de 2003, Li Dongsheng, chairman da TCL, anunciou formalmente um 'Plano Dragão e Tigre' para estabelecer dois negócios competitivos da TCL em mercados globais ("Dragões") e três empresas principais na China ("Tigres").
Em novembro de 2003, a TCL e a francesa Thomson SA anunciaram a criação de uma joint venture para produzir televisores e DVD players em todo o mundo. A parte da TCL na joint venture ficou em 67%, com a Thomson SA ficando com o montante restante, e ficou acordado que os televisores feitos pela TCL-Thomson seriam vendidos com a marca TCL na Asia e as marcas Thomson e RCA na Europa e na América do Norte.
Em abril de 2004, a TCL e a Alcatel anunciaram a criação de uma joint venture para a fabricação de celulares: a Alcatel Mobile Phones. A TCL injetou 55 milhões de euros no negócio em troca de 55% das ações.
Em maio de 2005, a TCL anunciou que usada unidade listada em Hong Kong iria adquirir a participação de 45% da Alcatel em sua joint venture de celulares por conta de HK$63,34 milhões (US$8,1 milhões) em ações da TCL Communication.
Em junho de 2007, a TCL anunciou que a sua divisão de celulares planejava parar de usar a marca Alcatel e mudar completamente para a marca TCL em um prazo de cinco anos.
Em abril de 2008, a Samsung Electronics anunciou que iria terceirizar a produção de alguns módulos de TV LCD para a TCL.
Em julho de 2008, a TCL anunciou que planeja levantar 1,7 bilhões de yuans (US$ 249 milhões) através de uma colocação de ações na Shenzhen Stock Exchange para financiar a construção de duas linhas de produção para televisores LCD; um para telas de até 42 polegadas, e o outro para telas de até 56 polegadas. A TCL vendeu um total de 4,18 milhões de televisores LCD em 2008, mais do que o triplo do número de 2007.
Em janeiro de 2009, a TCL anunciou planos para dobrar a sua capacidade de produção de televisores LCD TV para 10 milhões de unidades até o final de 2009.
Em novembro de 2009, a TCL anunciou que formou uma joint venture com o governo de Shenzhen para a construção de uma unidade de produção de transistores de cristal líquido de 8.5-generation na cidade ao custo de US$3,9 bilhões.
Em março de 2010, a TCL Multimedia levantou HK$525 milhões através da venda de ações na Bolsa de Valores de Hong Kong, a fim de financiar o desenvolvimento de seus negócios de LCD e LED e gerar capital de giro.
Em maio de 2011, a TCL lançou a China Smart Multimedia Terminal Technology Association em parceria com a Hisense Electric Co. e a Sichuan Changhong Electric Co., com o objetivo de ajudar a estabelecer padrões da indústria para televisores inteligentes.
Em janeiro de 2013, a empresa comprou os naming rights para o Grauman's Chinese Theatre por US$5 milhões: o teatro foi renomeado como "TCL Chinese Theatre".

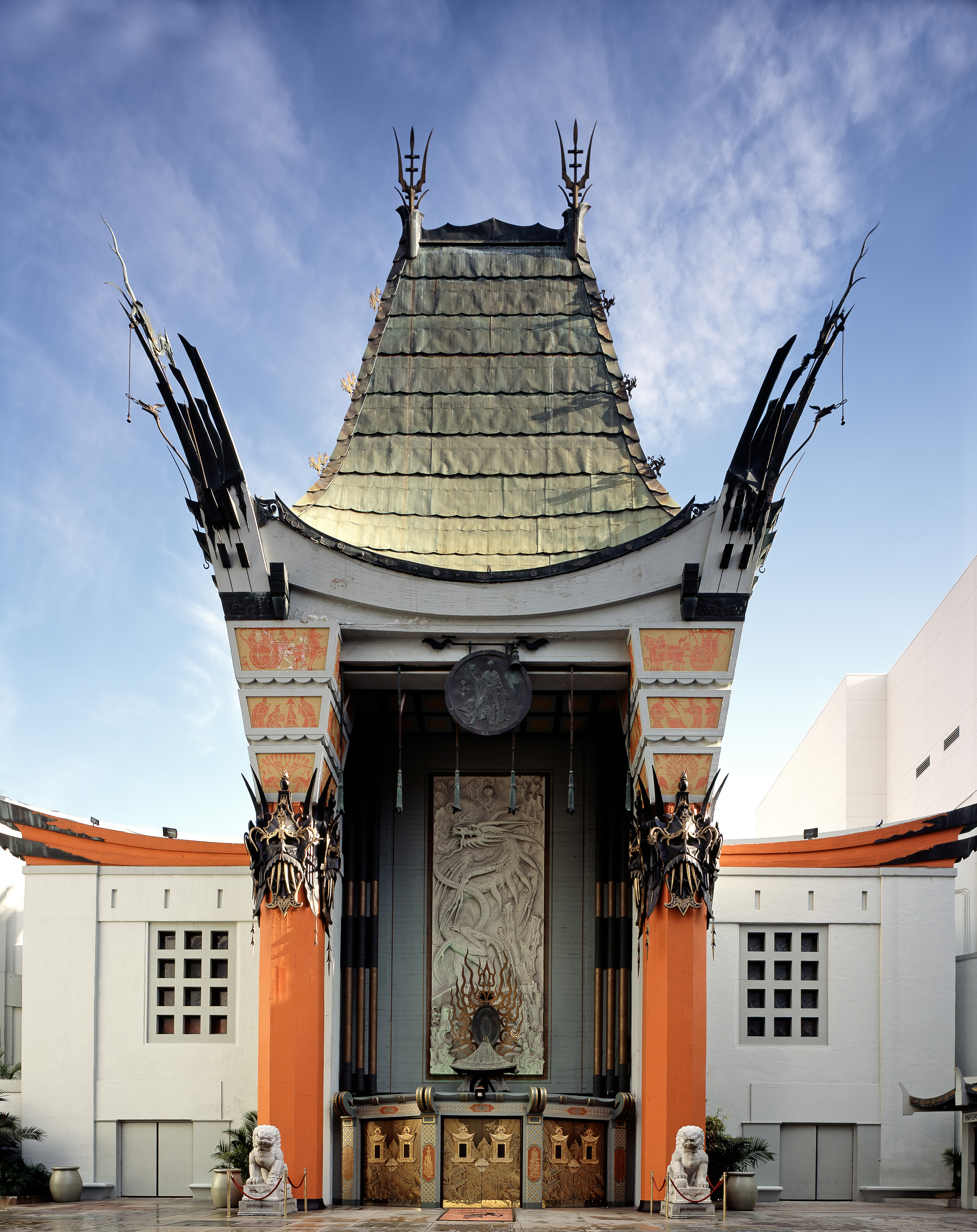
TCL Chinese Theatre, Hollywood, Califórnia, EUA

Em fevereiro de 2014, a TCL gastou 280 milhões de renminbis para adquirir a participação de 11% da Tianjin 712 Communication & Broadcasting Co.,Ltd, empresa de propriedade do militar chinês que produz dispositivos de comunicação e sistemas de navegação para o exército chinês.
Em outubro de 2014, a TCL adquiriu a marca Palm da HP para uso em smartphones.
Em julho de 2016, a TCL assinou um memorando de entendimento com a empresa brasileira Semp criando uma joint venture cujo principal objetivo é a produção e venda de TVs.

## Operações
A TCL é organizada em cinco divisões de negócios:
- Multimedia: televisores
- Communications: celulares e dispositivos WIFI
- Home Appliances: por exemplo, unidades AC e máquinas de lavar roupa
- Home Electronics / Consumer Electronics: produtos ODM, como DVDs e etc.
- China Star Optoelectronics Technology (CSOT):[23] display panels for TV

Além disso, tem quatro áreas de negócios afiliadas:
- Imobiliário e investimento
- Logística e serviços
- Educação a distância
- Finanças

A TCL tem operações em mais de 80 cidades pela África, Ásia, Austrália, Europa, América do Norte e América do Sul. A empresa tem 18 centros de desenvolvimento e pesquisa, 20 fábricas principais e cerca de 40 escritórios de vendas em todo o mundo.
A TCL Corporation também possui sua própria unidade de pesquisa denominada TCL Corporate Research, localizada em ShenZhen, China, com o objetivo de pesquisar inovações tecnológicas de ponta para as outras subsidiárias.

## Produtos
Os produtos principais da TCL são televisores, DVD players, ar condicionados, telefones celulares GSM e CDMA, computadores pessoais, eletrodomésticos, luz elétrica, e mídia digital.
Ela vende produtos sob a marca TCL na África, Ásia, Austrália, América do Norte, América do Sul e Rússia (TV, ar condicionados); sob as marcas Alcatel (celulares) e Thomson (televisores) na Europa (na Rússia, apenas celulares).
A empresa possui em abril de 2012 uma parceria com a empresa sueca IKEA para fornecer os produtos eletrônicos de consumo atrás do Uppleva integrado ao HDTV e o sistema de entretenimento do produto.

## Tecnologia
Em 2020, a TCL introduziu uma tecnologia de exibição inovadora conhecida como Nxtpaper, caracterizada pela sua redução de luz azul e capacidades anti-reflexo, visando melhorar o conforto visual.